# Radogoszcz (województwo pomorskie)
Radogoszcz – wieś kociewska w Polsce, położona w województwie pomorskim, w powiecie starogardzkim, w gminie Osiek w kompleksie leśnym Borów Tucholskich i nad zachodnim brzegiem jeziora Kałębie. Wieś jest siedzibą sołectwa Radogoszcz w którego skład wchodzą również miejscowości Okarpiec, Dębia Góra i Trzebiechowo
W latach 1975–1998 miejscowość położona była w województwie gdańskim.
Inne miejscowości o nazwie Radogoszcz: Radogoszcz